# Joe Satriani
Joseph Satriani, ameriški rock glasbenik, skladatelj, komponist in učitelj kitare, * 15. julij 1956, Westbury, New York, Združene države Amerike.
Satriani je v zgodnji karieri delal kot inštruktor kitare, pri čemer so mnogi njegovi učenci, kot so Steve Vai, Larry LaLonde, Rick Hunolt, Kirk Hammett, Andy Timmons, Charlie Hunter, Kevin Cadogan in Alex Skolnick, dosegli slavo; nato je nadaljeval uspešno solo glasbeno kariero. Je 15-kratni nominiranec za grammyja, skupno pa je prodal več kot 10 milijonov albumov, kar ga uvršča med najbolj prodajane instrumentalne rock kitariste vseh časov.
Leta 1988 je Satrianija zaposlil Mick Jagger kot glavnega kitarista za svojo prvo solo turnejo. Satriani je kratek čas, kot kitarist, sodeloval z Deep Purpleom, kateremu se je pridružil kmalu po odhodu Ritchieja Blackmorea novembra 1993. Na turnejah G3, ki jih je ustanovil leta 1995, je sodeloval z vrsto kitaristov. Satriani je od leta 2008 kitarist  superskupine Chickenfoot.

## Nagrade

### Grammy
Satriani je eden največkrat nominiranih glasbenikov za nagrade grammy brez osvojenega grammyja. Ima 15 nominacij.
| Leto | Album                                      | Kategorija                                                             |
| ---- | ------------------------------------------ | ---------------------------------------------------------------------- |
| 1989 | "Always With Me, Always With You"          | grammy za najboljši pop instrumentalni nastop                          |
| 1989 | Surfing with the Alien                     | grammy za najboljši rock instrumentalni nastop                         |
| 1990 | "The Crush of Love"                        | grammy za najboljši rock instrumentalni nastop                         |
| 1991 | Flying in a Blue Dream                     | grammy za najboljši rock instrumentalni nastop                         |
| 1993 | The Extremist                              | grammy za najboljši rock instrumentalni nastop                         |
| 1994 | "Speed of Light"                           | grammy za najboljši rock instrumentalni nastop                         |
| 1995 | "All Alone"                                | grammy za najboljši rock instrumentalni nastop                         |
| 1997 | "(You're) My World"                        | grammy za najboljši rock instrumentalni nastop                         |
| 1998 | "Summer Song" (V živo)                     | grammy za najboljši rock instrumentalni nastop                         |
| 1999 | "A Train of Angels"                        | grammy za najboljši rock instrumentalni nastop                         |
| 2001 | "Until We Say Goodbye"                     | grammy za najboljši rock instrumentalni nastop                         |
| 2002 | "Always With Me, Always With You" (V živo) | grammy za najboljši rock instrumentalni nastop z Live in San Francisco |
| 2003 | "Starry Night"                             | grammy za najboljši rock instrumentalni nastop                         |
| 2006 | Super Colossal                             | grammy za najboljši rock instrumentalni nastop                         |
| 2008 | "Always With Me, Always With You" (V živo) | grammy za najboljši rock instrumentalni nastop s Satriani Live!        |

## Diskografija
- Not of This Earth (1986)
- Surfing with the Alien (1987)
- Flying in a Blue Dream (1989)
- The Extremist (1992)
- Time Machine (1993)
- Joe Satriani (1995)
- Crystal Planet (1998)
- Engines of Creation (2000)
- Strange Beautiful Music (2002)
- Is There Love in Space? (2004)
- Super Colossal (2006)
- Professor Satchafunkilus and the Musterion of Rock (2008)
- Black Swans and Wormhole Wizards (2010)
- Unstoppable Momentum (2013)
- Shockwave Supernova (2015)
- What Happens Next (2018)
- Shapeshifting (2020)